# Баљио Мољи Беле (Трапани)
Баљио Мољи Беле је насеље у Италији у округу Трапани, региону Сицилија.
Према процени из 2011. у насељу је живело 242 становника. Насеље се налази на надморској висини од 53 м.